# Sant Ciergue d'Anonai
Sant Cir (occità) Saint-Cyr (francès) és un municipi francès, situat al departament de l'Ardecha i a la regió d'Alvèrnia-Roine-Alps. L'any 2007 tenia 1.246 habitants.

## Demografia

### Població
El 2007 la població de fet de Saint-Cyr era de 1.246 persones. Hi havia 448 famílies de les quals 86 eren unipersonals (35 homes vivint sols i 51 dones vivint soles), 140 parelles sense fills, 191 parelles amb fills i 31 famílies monoparentals amb fills.
La població ha evolucionat segons el següent gràfic:

### Habitatges
El 2007 hi havia 492 habitatges, 462 eren l'habitatge principal de la família, 9 eren segones residències i 22 estaven desocupats. 431 eren cases i 62 eren apartaments. Dels 462 habitatges principals, 318 estaven ocupats pels seus propietaris, 136 estaven llogats i ocupats pels llogaters i 7 estaven cedits a títol gratuït; 1 tenia una cambra, 17 en tenien dues, 81 en tenien tres, 158 en tenien quatre i 206 en tenien cinc o més. 388 habitatges disposaven pel capbaix d'una plaça de pàrquing. A 160 habitatges hi havia un automòbil i a 288 n'hi havia dos o més.

### Piràmide de població
La piràmide de població per edats i sexe el 2009 era:
| Homes | Edats   | Dones |
| ----- | ------- | ----- |
| 0     | 95 o +  | 0     |
| 0     | 90 a 94 | 0     |
| 4     | 85 a 89 | 4     |
| 0     | 80 a 84 | 4     |
| 0     | 75 a 79 | 16    |
| 32    | 70 a 74 | 24    |
| 4     | 65 a 69 | 12    |
| 20    | 60 a 64 | 8     |
| 20    | 55 a 59 | 16    |
| 36    | 50 a 54 | 40    |
| 44    | 45 a 49 | 32    |
| 28    | 40 a 44 | 32    |
| 68    | 35 a 39 | 60    |
| 40    | 30 a 34 | 48    |
| 36    | 25 a 29 | 36    |
| 20    | 20 a 24 | 32    |
| 40    | 15 a 19 | 12    |
| 52    | 10 a 14 | 36    |
| 40    | 5 a 9   | 48    |
| 40    | 0 a 4   | 40    |

## Economia
El 2007 la població en edat de treballar era de 826 persones, 617 eren actives i 209 eren inactives. De les 617 persones actives 555 estaven ocupades (291 homes i 264 dones) i 61 estaven aturades (24 homes i 37 dones). De les 209 persones inactives 98 estaven jubilades, 61 estaven estudiant i 50 estaven classificades com a «altres inactius».

### Ingressos
El 2009 a Saint-Cyr hi havia 473 unitats fiscals que integraven 1.294 persones, la mediana anual d'ingressos fiscals per persona era de 17.929 €.

### Activitats econòmiques
Dels 35 establiments que hi havia el 2007, 2 eren d'empreses alimentàries, 1 d'una empresa de fabricació de material elèctric, 7 d'empreses de fabricació d'altres productes industrials, 5 d'empreses de construcció, 4 d'empreses de comerç i reparació d'automòbils, 1 d'una empresa de transport, 1 d'una empresa d'hostatgeria i restauració, 1 d'una empresa immobiliària, 6 d'empreses de serveis, 2 d'entitats de l'administració pública i 5 d'empreses classificades com a «altres activitats de serveis».
Dels 11 establiments de servei als particulars que hi havia el 2009, 2 eren tallers de reparació d'automòbils i de material agrícola, 1 taller d'inspecció tècnica de vehicles, 1 paleta, 1 guixaire pintor, 1 fusteria, 1 lampisteria, 2 perruqueries, 1 restaurant i 1 saló de bellesa.
L'únic establiment comercial que hi havia el 2009 era una fleca.
L'any 2000 a Saint-Cyr hi havia 25 explotacions agrícoles que ocupaven un total de 280 hectàrees.

## Equipaments sanitaris i escolars
El 2009 hi havia dues escoles elementals.

## Poblacions properes
El següent diagrama mostra les poblacions més properes.